# Parazit (film, 2019)
Parazit (korejsko 기생충) je južnokorejski črno komični filmski triler iz leta 2019, ki ga je režiral Bong Džun Ho in zanj tudi napisal scenarij skupaj s Hanom Jin-wonom. V glavnih vlogah nastopajo Song Kang-ho, Lee Sun-kyun, Cho Yeo-jeong, Choi Woo-shik in Park So-dam. Zgodba prikazuje člane revne družine, ki skušajo dobiti zaposlitev pri bogati družini s spletkarjenjem in prikazovanjem posameznikov kot nepovezanih in visoko kvalificiranih.
Premierno je bil prikazan 21. maja 2019 na Filmskem festivalu v Cannesu in kot prvi korejski film prejel nagrado zlata palma, ki je bila prvič po letu 2013 podeljena soglasno. V južnokorejskih kinematografih je distributer CJ Entertainment začel film prikazovati devet dni kasneje. Naletel je na odlične ocene kritikov, ki so ga označili za enega najboljših korejskih filmov vseh časov in enega najboljših filmov desetletja. Prinesel je več kot 167 milijonov USD prihodkov po svetu in tako postal najdonosnejši južnokorejski film vseh časov.
Ob številnih nagradah je bil na 92. podelitvi najuspešnejši film s štirimi oskarji, za najboljši film, najboljšo režijo, najboljši izvirni scenarij in najboljši tujejezični film. Postal je prvi južnokorejski film z oskarjem in prvi z nagrado za najboljši film, ki ni posnet v angleščini. Prejel je še štiri nominacije za nagrado BAFTA, prejel pa nagradi za najboljši tujejezični film in najboljši izvirni scenarij, in tri za zlati globus, od katerih je prejel nagrado za najboljši tujejezični film.

## Vloge
- Song Kang-ho kot Kim Ki-taek
- Choi Woo-shik kot Kim Ki-woo
- Park So-dam kot Kim Ki-jeong
- Jang Hye-jin kot Kim Chung-sook
- Lee Sun-kyun kot Park Dong-ik
- Cho Yeo-jeong kot Choi Yeon-gyo
- Jung Ji-so kot Park Da-hye
- Jung Hyeon-jun kot Park Da-song
- Lee Jung-eun kot Gook Moon-gwang
- Park Myung-hoon kot Geun-sae, mož Moon-gwang
- Park Geun-rok kot Yoon
- Park Seo-joon kot Min-hyuk[9]